# Caterina de Bolonya
Caterina de Bolonya (italià: Caterina da Bologna)  (Bolonya, 8 de setembre de 1413 - Bolonya, 9 de març de 1463) nascuda Caterina Vigri, va ser una monja i artista italiana.
Va ser venerada com a santa durant gairebé tres segles a la seva Bolonya natal abans de ser formalment canonitzada el 1712. La seva festivitat és el 9 de març.

## Biografia
Caterina provenia d'una família aristocràtica bolonyesa, filla de Benvenuta Mammolini de Bolonya i de Giovanni Vigri, ambaixador de Nicolau III d'Este, marquès de Ferrara. A partir dels nou anys, va ser criada a la cort del duc de Ferrara com a dama de companyia de la seva filla Margarida d'Este. Durant aquest temps, va rebre una excel·lent formació en lectura, escriptura, música, cant, dibuix i il·luminació.
El 1426, no obstant això, després de dotze anys a la cort, va marxar i va entrar al convent del Corpus Domini de Ferrara. El convent, que havia estat fundat l'any 1406 com a comunitat laica que vivia una vida semireligiosa i seguint la regla agustinià, estava experimentant molta tensió en aquells moments per adherir-se a la regla franciscana (cosa que eventualment va passar en etapes a principis de la dècada de 1430). Aquesta situació fluïda, experimentada per Caterina en els seus primers anys al Corpus Domini, es reflecteix en els seus escrits. En 1432, juntament amb altres dones joves de Ferrara, va fundar un monestir de l'Orde de Santa Clara.
Tornà a Bolonya l'any 1456, quan els seus superiors i els governadors de Bolonya van demanar-li que fos la fundadora i abadessa d'un monestir del mateix orde, que s'havia de fundar associat a l'església del Corpus Domini de Bolonya. Caterina va ser l'autora, entre altres coses, del Tractat sobre les set armes espirituals necessàries per a la guerra espiritual.
El 9 de març de 1463, va morir als 49 anys i va ser enterrada. Després de divuit dies de presumptes miracles a la tomba, el seu cos incorrupte va ser exhumat i traslladat a la capella del monestir de clarisses de Bolonya, (Cappella della Santa Arxivat 2016-05-16 a Wayback Machine.), al costat de l'església del Corpus Domini on encara està exposat, vestida amb el seu hàbit religiós.

## Obres
Algunes de les seves obres artístiques i manuscrits sobreviuen, incloent-hi una representació de Santa Úrsula del 1456, avui a la Galleria dell'Accademia de Venècia. Alguns historiadors han anomenat el seu estil ingenu; la seva conservació és, potser, deguda a la seva condició de relíquies d'una santa.
L'obra principal de Caterina és el Tractat sobre les set armes espirituals necessàries per a la guerra espiritual ("Le Sette Armi Spirituali"), que aparegué per primera vegada en 1438, i després es reescrigué i augmentà en algun moment entre 1450 i 1456. Va mantenir el llibre amagat fins que sentí que moriria aviat i després el va lliurar al seu confessor amb instruccions que enviés una còpia a les Clarisses Pobres de Ferrara. Part d'aquest llibre descriu a fons les seves visions de Déu i de Satanàs.
Aquest tractat relativament breu es va convertir en una part important de la campanya per a la seva canonització. Va ser imprés per primera vegada el 1475 i va passar per 21 edicions posteriors als segles xvi i xvii, incloent-hi traduccions al llatí, francès, portuguès, anglès, espanyol i alemany. Per tant, va tenir un paper important en la difusió del misticisme vernacle medieval tardà en el primer període modern.
Les altres obres autèntiques de Caterina són dotze poemes (Laudi), onze tractats breus i dues cartes. Hi ha dues obres atribuïdes però que no són seves: el Rosarium metricum i I dodici giardini.

## Descobriments recents
En els darrers anys del mil·lenni, van sortir a la llum noves obres de Caterina de Vigri i es van publicar a l'italià, a la seva ciutat natal, Bolonya. Aquesta és la seva descripció del cardenal Giacomo Biffi:
| « | Les obres de Caterina de Bolonya, moltes de les quals han romàs desaparegudes durant molt de temps, ara es revelen en la seva sorprenent bellesa. Podem comprovar que no era desmereixedora de la seva fama com una persona altament conreada, ni a causa d'una complicada sèrie de circumstàncies històriques. Ara estem en condicions de meditar sobre un veritable monument de la teologia que, després del "Tractat sobre les set armes espirituals", es compon de parts diferents i autònomes: "Els dotze jardins", obra mística de la seva joventut, "Rosarium", un poema llatí sobre la vida de Jesús i "Els sermons", és a dir, les paraules de Catalina a les seves germanes religioses. | » |
| — Traducció de la presentació de la primera edició publicada de "I Sermoni", Ed. Barghigiani, Bolonya 1999 | |   |

També és patrona d'artistes.

## Galeria d'imatges

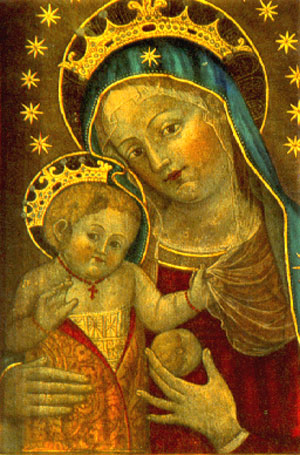
Verge amb nen, obra atribuïda a Caterina de Bolonya
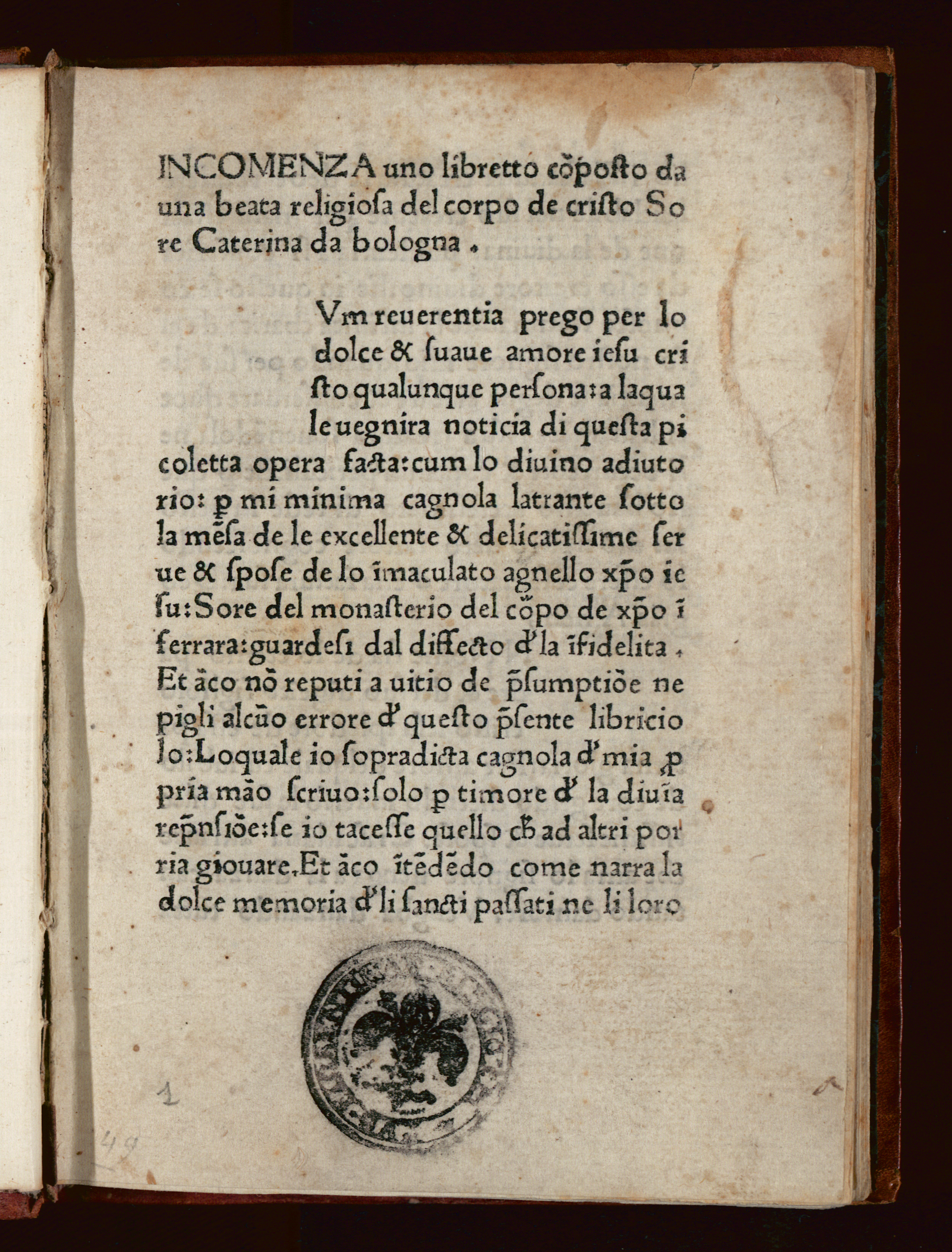
Sette armi spirituali, 1475